# Ca Clariana
Ca Clariana és una obra modernista de Valls (Alt Camp) protegida com a Bé Cultural d'Interès Local.

## Descripció
Edifici de pisos plurifamiliar entre mitgeres. En planta, la façana és lleugerament corbada. Aprofitant el desnivell del carrer, a la part baixa pisos amb 3 balcons per planta, que segueixen el ritme decreixent en alçada típica de les construccions vallenques. La construcció acaba en motllura i barana correguda. Els elements més interessants de l'edifici són: la forja dels balcons de l'entresòl, la porta d'entrada i les pintures dels sostre del vestíbul, elements tots ells de gust clarament modernista. Obra arrebossada sense pintar.

## Història
L'edifici manté la seva funció original de residència plurifamiliar. Les característiques de la part superior de la façana fan pensar que es tracta d'una construcció del segle xix, en contrast amb el tractament de la planta baixa, on predomina la tipologia modernista.